# Essex (condado de Essex, Massachusetts)
Essex é um lugar designado pelo censo localizado no condado de Essex no estado estadounidense de Massachusetts. No Censo de 2010 tinha uma população de 1.471 habitantes e uma densidade populacional de 254,46 pessoas por km².

## Geografia
Essex encontra-se localizado nas coordenadas 42° 38′ 04″ N, 70° 46′ 36″ O. Segundo a Departamento do Censo dos Estados Unidos, Essex tem uma superfície total de 5.78 km², da qual 5.33 km² correspondem a terra firme e (7.84%) 0.45 km² é água.

## Demografia
Segundo o censo de 2010, tinha 1.471 pessoas residindo em Essex. A densidade populacional era de 254,46 hab./km². Dos 1.471 habitantes, Essex estava composto pelo 97.55% brancos, o 0.34% eram afroamericanos, o 0.14% eram amerindios, o 0.61% eram asiáticos, o 0% eram insulares do Pacífico, o 0.34% eram de outras raças e o 1.02% pertenciam a duas ou mais raças. Do total da população o 1.22% eram hispanos ou latinos de qualquer raça.